# Emese Barka
Emese Barka (Budapest, 4 novembre 1989) è una lottatrice ungherese, specializzata nella lotta libera.

## Palmarès
- Mondiali

Budapest 2013: bronzo nei 55 kg.
Budapest 2016: bronzo nei 60 kg.
Budapest 2018: bronzo nei 57 kg.
- Europei

Sofia 2007: bronzo nei 51 kg.
Tbilisi 2013: bronzo nei 55 kg.
Novi Sad 2017: bronzo nei 58 kg.
Kaspijsk 2018: bronzo nei 57 kg.
Bucarest 2019: oro nei 57 kg.
- Giochi europei

Baku 2015: oro nei 58 kg.
- Universiadi

Kazan' 2013: bronzo nei 59 kg.